# Gerard López i Segú
Gerard López i Segú, més conegut com a Gerard, (Granollers, 12 de març de 1979) és un entrenador de futbol i exfutbolista català, que destacà a finals dels anys 90 i principis del segle xxi com a migcampista de caràcter ofensiu. Des del 7 d'octubre de 2013 és l'entrenador de la selecció de futbol de Catalunya

## Com a jugador
De família molt vinculada al futbol, és el petit de tres germans futbolistes. El gran, Sergi López, també fou futbolista del primer equip del FC Barcelona en la dècada dels 80, i Juli López va jugar a primera amb el Reial Valladolid.
Inicià la seva carrera esportiva a l'equip de la seva ciutat natal, Granollers, passant a integrar el planter del FC Barcelona als 11 anys, equip en el qual va debutar en el futbol professional la temporada 1996-97 amb el Barça B. Va fitxar pel València CF amb 17 anys, debutant a Primera divisió el 31 d'agost de 1997 a les ordres del tècnic Jorge Valdano qui apostà pel jove jugador. Però a les 3 jornades de l'inici de la temporada 1997-98, l'equip va canviar d'entrenador, el qual va passar a ser Claudio Ranieri, que com a entrenador, no va comptar excessivament amb ell i això va fer que en Gerard fos cedit al Deportivo Alavés l'any següent.
La seva gran temporada el 1999–2000, on fou finalista de la Lliga de Campions de la UEFA, el portaren a fitxar pel Barça per 21,6 milions d'euros. Jugà cinc temporades al primer equip blau-grana i guanyà una lliga espanyola (2005) com a principal triomf. Fou internacional amb la selecció catalana de futbol i 6 cops amb l'espanyola, amb la qual disputà l'Eurocopa 2000. Després d'entrenar des de principis de la temporada 2008-2009 amb l'equip de la seva ciutat natal, el Granollers, el 17 de febrer de 2009 fitxà pel Girona FC, de la segona divisió espanyola de futbol.

## Després de la retirada
Des de la temporada 2012-2013 va fer de comentarista tècnic de futbol de TV3.
El 7 d'octubre de 2013, la Federació Catalana de Futbol comunicà oficialment que Gerard López esdevindria el nou entrenador de la selecció de futbol de Catalunya, plaça vacant des del 2 de gener quan Johan Cruyff anuncià que no seguiria com a seleccionador.
El 2015 fou nomenat entrenador del Barça B. Després d'haver ascendit l'equip a segona divisió, el setembre de 2017 va renovar el seu contracte, sota la direcció esportiva de Josep Segura. El 25 d'abril de 2018, amb l'equip en en zona de descens, Gerard fou cessat.

## Trajectòria esportiva

### Com a futbolista
- FC Barcelona B: 1996–1997, 31 partits (10 gols)
- València CF: 1997–1998, 11 (0)
- Deportivo Alavés: 1998–1999, 29 (7)
- València CF: 1999–2000, 34 (4)
- FC Barcelona: 2000–2005, 91 (4)
- AS Monaco: 2005–2007, 13 (1)
- Recreativo: 2007-2008, 18 (0)
- Girona FC: 2009-2011 31 (4)

### Com a entrenador
- Selecció catalana: 2013-actualitat.
- FC Barcelona B: 2015-2018.